# ND Primorje
Nogometno društvo Primorje, thường hay gọi ND Primorje, là một câu lạc bộ bóng đá Slovenia thi đấu ở thị trấn Ajdovščina. Câu lạc bộ được thành lập năm 2011. Đội hiện tại thi đấu ở Giải bóng đá hạng ba quốc gia Slovenia.

## Lịch sử
Câu lạc bộ được thành lập năm 2011 với tên gọi Nogometno društvo Ajdovščina sau sự tan rã của NK Primorje, một câu lạc bộ giải thể vài tháng trước đó vì nợ tài chính lớn, và không được chứng nhận thi đấu cấp bởi Hiệp hội bóng đá Slovenia. Danh hiệu và thành tích của hai câu lạc bộ là độc lập hợp pháp theo Hiệp hội bóng đá Slovenia. Đội bóng hợp nhất đội chính với ŠD Škou trước khi bắt đầu mùa giải 2012–13. Đội bóng giành quyền thăng hạng cấp độ 3 sau khi giành vị trí á quân tại Littoral League 2012–13.
Năm 2016, câu lạc bộ đổi tên thành ND Primorje.

## Sân vận động
Đội bóng thi đấu trên sân nhà Sân vận động Thành phố Ajdovščina, một sân vận động có sức chứa 1.630 người ở Ajdovščina. Sân được cải tạo trong mùa giải 2009–10, và mở cửa lại vào tháng 9 năm 2010.

## Danh hiệu
- Giải bóng đá hạng ba quốc gia Slovenia: 1

2014–15